# Nagroda im. Stefana Treugutta
Nagroda im. Stefana Treugutta – nagroda polskiej sekcji Międzynarodowego Stowarzyszenia Krytyków Teatralnych, ustanowiona w 2001 roku za osiągnięcia w Teatrze Telewizji. Patronem nagrody jest krytyk teatralny i historyk literatury, Stefan Treugutt (1925–1991).

## Laureaci nagrody
| Rok  | Laureat                     | Laudacja |
| ---- | --------------------------- | --- |
| 2001 | Jacek Weksler               | za promowanie współczesnej dramaturgii polskiej. |
| 2002 | Michał Żebrowski            | za kreacje wielkich bohaterów literackich. |
| 2003 | Maciej Prus                 | za realizację Edwarda II Marlowe’a z Arturem Żmijewskim w roli tytułowej.                                                                                |
| 2004 | Maciej Pieprzyca            | za realizację spektaklu Fryzjer. |
| 2005 | Adam Woronowicz             | za rolę Mirona B. w spektaklu na podstawie Pamiętnika z powstania warszawskiego Mirona Białoszewskiego.                                                  |
| 2007 | Ewa Błaszczyk               | za rolę Matki w spektaklu Więź Rony Munro w przekładzie Elżbiety Woźniak w reżyserii Zbigniewa Brzozy.                                                   |
| 2016 | Krzysztof Stroiński         | za osiągnięcia w Teatrze Telewizji. |
| 2017 | Wawrzyniec Kostrzewski      | za reżyserię sztuki Małgorzaty Sikorskiej-Miszczuk Walizka, przygotowanej w ramach projektu Teatroteka.                                                  |
| 2018 | Agnieszka Lipiec-Wróblewska | za reżyserię spektaklu Posprzątane wg Sary Ruhl. |
| 2018 | Robert Gliński              | za przedstawienie Biesiada u Hrabiny Kotłubaj wg Witolda Gombrowicza.                                                                                    |
| 2019 | Ewa Dałkowska               | za dychotomiczną kreację: pełną pasji, wykluczeń, przeciwności, a finalnie jedności w sztuce Iriny Waśkowskiej Lekcje miłości w reżyserii Rafała Sabary. |
| 2019 | Edyta Jungowska             | za dychotomiczną kreację: pełną pasji, wykluczeń, przeciwności, a finalnie jedności w sztuce Iriny Waśkowskiej Lekcje miłości w reżyserii Rafała Sabary. |
| 2020 | Jan Englert                 | za całokształt twórczości w Teatrze Telewizji. |
| 2020 | Andrzej Strzelecki          | za reżyserię spektaklu Paradiso. |